# Вторая Шмалькальденская война
Вторая Шмалькальденская война, также известная как Восстание князей (нем. Fürstenaufstand, нем. Fürstenkrieg или нем. Fürstenverschwörung) — разразившееся в Священной Римской империи в 1552 г. восстание немецких протестантских князей во главе с курфюрстом Морицом Саксонским против католического императора Карла V. Историки расходятся во мнениях относительно того, когда завершилась война: в том же году Пассауским договором, или Аугсбургским миром в сентябре 1555 года. Протестантских князей поддерживал католический король Франции Генрих II, который стремился расширить свои владения в Лотарингии.
Войну можно рассматривать как продолжение Первой Шмалькальденской войны (1546—1547), в которой Карл V и Морис Саксонский совместно разгромили Шмалькальденский союз почти тех же протестантских немецких князей. Этот предыдущий конфликт был урегулирован Аугсбургским временным постановлением, которое не удовлетворяло обе стороны, но особенно — вынужденных снова внедрить католицизм князей.

## Причины
В Священной Римской империи росло недовольство решениями, принятыми на Аугсбургском сейме 1548 года. На севере протестантские князья тайно объединились по Торгаускому договору от 22 мая 1551 года. В их число входили, среди прочего, Иоганн Альбрехт I, герцог Пруссии Альбрехт, ландграф Гессен-Касселя Вильгельм IV и маркграф Брандербурга-Кульмбаха Альбрехт II Алкивиад. Они стремились защитить протестантизм и «тевтонскую свободу» (teutsche Libertät), что означало свободу имперских князей. Они также планировали освободить Филиппа Гессенского, который был заключен императором в тюрьму в 1547 году.
После установления первых контактов с Генрихом II Франция объявила войну Священной Римской империи осенью 1551 года и вторглась в Германию в район Рейна. Кроме того, по Шамборскому договору от 15 января 1552 года Франция пообещала князьям финансовую и военную помощь, за что они были готовы передать французскому королю приграничные Три Епископства (Мец, Верден и Туль).

## Ход войны
Действуя по приказу императора, Мориц Саксонский с армией выступил против отказавшегося выполнять решения Аугсбургского рейхстага Магдебурга, но вместо этого присоединился к городу и противникам императора.
Осенью 1551 года французский король объявил войну и занял западный берег Верхнерейнской низменности. Войска союзных князей быстро завоевали сохранившие верность императору южные германские города, и в марте 1552 года продвинулись в Тироль. Католические имперские сословия придерживались нейтралитета, не имея желания усиливать власть императора. Карл V едва избежал пленения в Инсбруке и бежал в Филлах, чтобы набрать новые войска. Тем временем его брат Фердинанд проводил переговоры с Морицем и протестантскими князьями. Войска курфюрста, покинувшие Инсбрук, ничего не добившись, разграбили долину Верхнего Инна.

## Результаты
В августе 1552 г. был подписан Пассауский договор. Восставшие князья отказались от союза с Францией, а имперцы освободили пленников. В вопросе о религии стороны попытались сформулировать компромисс, который в будущем лёг в основу Аугсбургского религиозного мира 1555 года.
Во Франконии маркграф Альбрехт II Алкивиад Бранденбург-Кульмбахский ещё три года вёл войну против католических княжеств-епископств Вюрцбурга и Княжество-епископство Бабмерг, пока не потерпел решительного поражения.
Французский король Генрих II тщетно осадил Камбре в 1552 году. По договору он смог подчинить своей власти города Мец, Туль и Верден. Три епископства де-факто остались за Францией, хотя попытки имперской стороны отвоевать их во время Итальянских войн продолжались до 1556 года.